# Merelbeke
Merelbeke é uma vila e um município belga localizado na província de Flandres Oriental. O município é composto pelas vilas de Bottelare, Lemberge, Melsen, Merelbeke, Munte e Schelderode.
Em 1 de Julho de 2006, o município tinha uma população de 22.386 habitantes, uma superfície total de 36,65 km² e uma corrrespondente densidade populacional de 611 habitantes/km².

## Vilas fronteiriças
O município de Merelbeke confina com as seguintes vilas:
| - a. Melle (Bélgica); - b. Gontrode (Melle (Bélgica)); - c. Landskouter (Oosterzele); - d. Moortsele (Oosterzele); - e. Scheldewindeke (Oosterzele); - f. Baaigem (Gavere); - g. Gavere; | - h. Vurste (Gavere); - i. Zevergem (De Pinte); - j. Zwijnaarde (Ghent); - k. Ghent; - l. Ledeberg (Ghent); - m. Gentbrugge (Ghent) |

## Mapa

Mapa do município de Merelbeke e vilas vizinhas.

## Deelgemeenten
O município de Merelbeke é constituído por seis deelgemeenten. A tabela abaixo indica os valores estatísticos para cada uma.
| #   | Nome        | Superfície | População 31/12/2005 |
| --- | ----------- | ---------- | -------------------- |
| I   | Merelbeke   | 14,99      |                      |
| II  | Bottelare   | 3,02       | 1.784                |
| III | Lemberge    | 4,20       |                      |
| IV  | Melsen      | 3,72       | 1.407                |
| V   | Munte       | 5,10       | 590                  |
| VI  | Schelderode | 5,78       | 1.499                |

## Evolução demográfica
- Fonte:NIS

## Sightseeing
- Parque Liedermeers
- Igreja de St. Peter's Band
- O Tribunal de Wallen, um antigo castelo com o seu ambiente é protegido.
- No norte, ao longo do Escalda a o parque natureza Liedemeersen.
- A antiga casa do chefe da estação na última paragem do eléctrico antigo depósito e como um monumento protegido.

## Trafego
O Escalda é a fronteira ocidental da cidade, passa para o norte através da Ringvaart Gandense.
Para o norte da cidade acha a estrada A10/E40 e o R4 anel em torno de Gand. O A14/E17 passa a oeste da cidade.
Apesar a estação que tem o nome Merelbeke Station, que está parcialmente no território do antigo município Gentbrugge (agora Grande Gent) e no território do município de Melle. Isto é provavelmente devido ao fato que eles construiram simultaneamente uma estação em Melle Centro e já havia duas estações Gentbrugge.

## Clubes desportivos

### Futebol
- KFC Merelbeke
- SK Merelbeke
- SV Melsen
- ESA Bottelare
- LEN Leonel nogueira

### Outras esportes
- Tenis Proserve
- Tenis da mesa TTC Merelbeke
- Corfebol Floriant Merelbeke
- Judo Judoschool Merelbeke
- Nadar First & Octopus Merelbeke